# بازی شبیه‌سازی اجتماعی

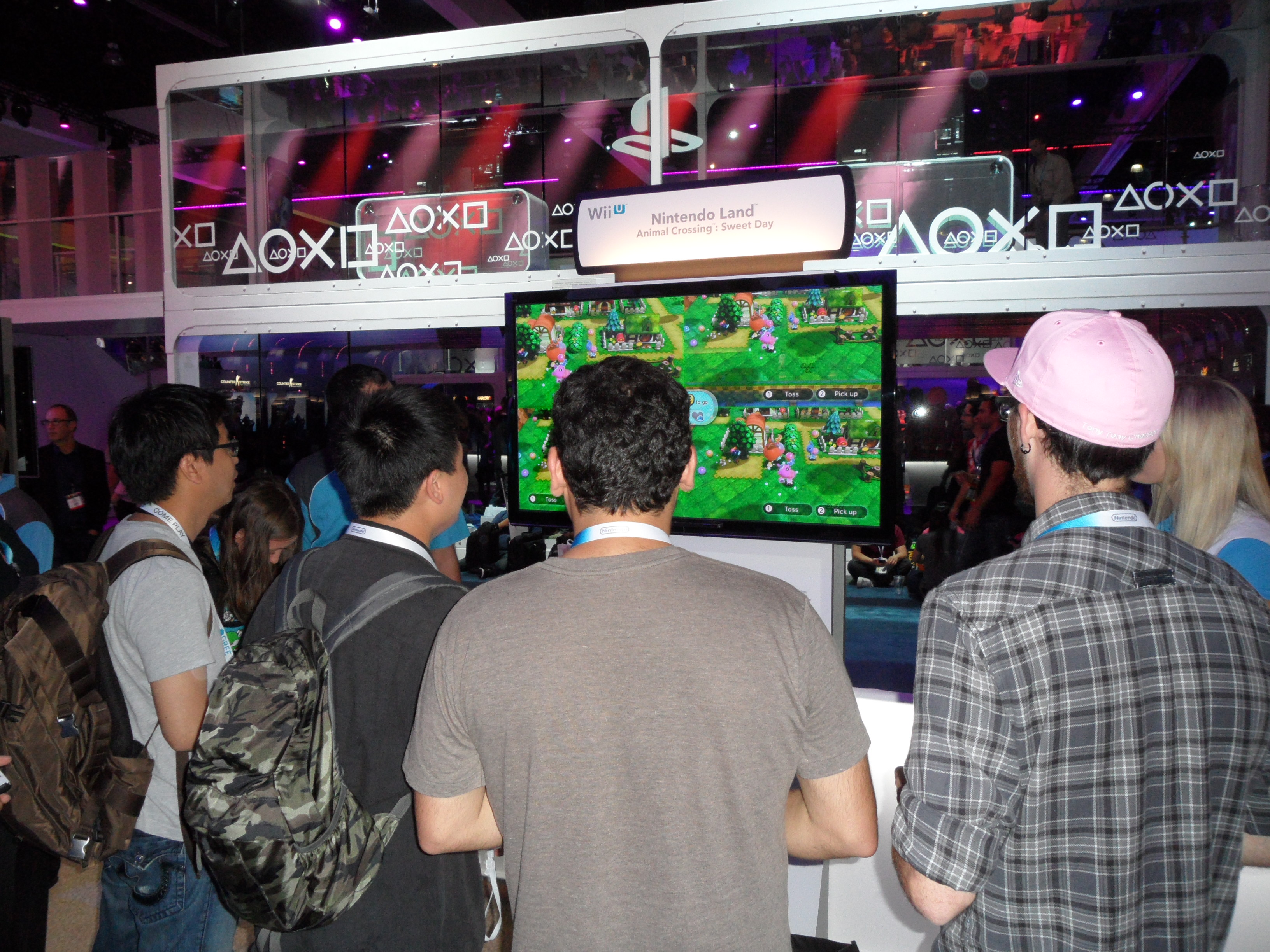
بازی انیمال کراسینگ در نمایشگاه E3 سال ۲۰۱۲ در لس‌آنجس

بازی‌های شبیه‌سازی اجتماعی زیرشاخه‌ای از بازی شبیه‌سازی زندگی هستند که تعاملات اجتماعی بین چندین زندگی مصنوعی را ارائه می کنند. برخی از بازی ها عبارت اند از مجموعه سیمز و انیمال کراسینگ.
شبیه سازی کشاورزی نوع خاصی از شبیه سازی اجتماعی است که در آن بازیکن به کشت مزرعه خود می پردازد و همزمان با سایر مردم شهر ارتباط برقرار می کند مانند فصل برداشت و دره استاردیو.
از دیگر بازی ها می توان به مجموعه پرسونا، داستان فصل‌ها و مجموعه شنمو اشاره کرد.